# Джон Лассетер
Джон Алан Лассетер (англ. John Alan Lasseter, John Lasseter, народився 12 січня 1957) — художник-аніматор, режисер, сценарист, креативний директор студії Піксар і студії Дісней. Автор, режисер, сценарист першого в історії комп'ютерного повнометражного анімаційного фільму — «Історія іграшок» 1995 року. Володар шести нагород Оскар.

## Рання біографія
Джон Лассетер народився у Голлівуді 12 січня 1957 року у сім'ї Пола і Джоул Лассетер, виріс в містечку Віттер, Каліфорнія.
Навчаючись у школі, під час відвідин бібліотеки Джон знайшов книгу Боба Томаса «Мистецтво анімації». Книга відкрила йому світ анімації зсередини; вона стверджувала, що ключовою фігурою в мистецтві анімації був і залишиться художник. Незабаром після цього Лассетер відвідав показ діснеївської картини «Меч у камені» і повідомив матері про своє бажання у майбутньому працювати у компанії Дісней.
Після закінчення школи Лассетер вступив до Каліфорнійського інституту мистецтв (CalArts) на курс анімації. На цьому курсі у процесі навчання студентові надавали можливість стажуватись у студії «Дісней». Його бажання працювати в компанії оцінили, і йому запропонували роботу. Проте Лассетер вирішив спочатку закінчити навчання. Так, його студентські роботи «Леді і лампа» і «Жахіття» отримали «студентські Оскари».

## Дісней

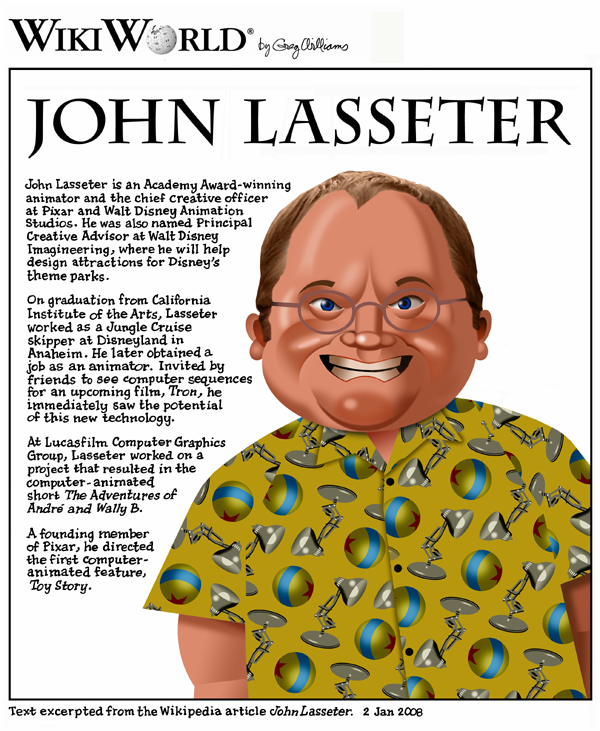
Джон Лассетер

Після закінчення навчання у 1979 році його запросили до компанії Дісней, де він працював над такими картинами, як Лис і мисливський пес 1981 р. і Веселе Різдво у Міккі (Mickeys Christmas Carol) 1983 р.
Між цими фільмами у 1982 він долучається до створення нового науково-фантастичного фільму Трон, що знімається на студії Дісней за допомогою тогочасних перших комп'ютерів. Де він вперше стикнувся із графікою створену комп'ютером у поєднані із звичайною грою акторів. Для нього ця технологія стала одкровенням.

Своє знайомство із комп'ютерною графікою сам Джон Лассетер описав так: Волт Дісней протягом всього свого життя, усієї своєї кар'єри намагався вкласти більше життя у анімацію, — говорив Лассетер пізніше, — а я стояв, дивився і розумів — ось воно!
Джон намагався поєднати традиційну мальовану анімацію із комп'ютерною графікою і пропонує компанії Діснейсвій проект: він створює короткий анімаційний фільм в якому анімував популярну дитячу книгу Моріса Сендака «Там, де живуть чудовиська» за допомогою комп'ютера. Проте для Дісней на той час, ця ідея не була цікавою. Врешті-решт Джона звільняють з компанії.
Проте, на відміну від Студії Волт Дісней ним, як художником зацікавився керівник комп'ютерного підрозділу компанії Lucasfilm — Ед Кетмелл, він запропонував Лассетеру роботу.

## Lucasfilm, створенняПіксар

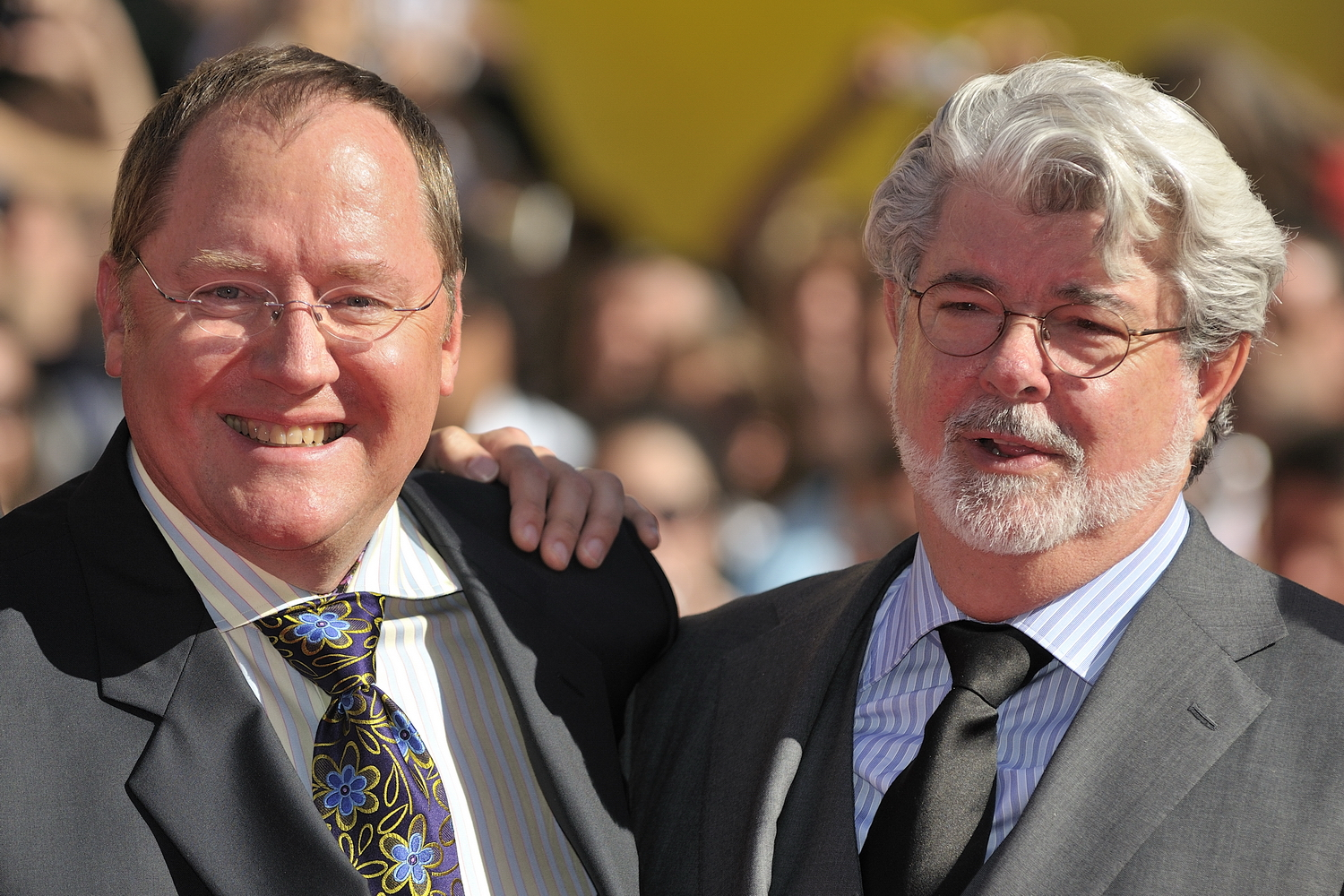
Джон Лассетер і Джордж Лукас на фестивалі у Венеції 2009 р.

Графічна група компанії Lucasfilm, до якої прийшов Джон, займалася створенням апаратного і програмного забезпечення для сканування і оцифровування кіноплівки із можливістю створювати спецефекти на комп'ютері. Проте Ед Кетмелл, керівник цієї групи, запросив Лассетера не як технічного спеціаліста (яких група мала удосталь), а як художника зацікавленого у створенні анімації; саме цим Кетмелл дуже переймався. Для того щоб художник серед комп'ютерних інженерів «не впадав у вічі» (навряд чи Джордж Лукас погодився тримати у графічній групі не-технічного спеціаліста), Ед Кетмелл придумує для Джона Лассетера посаду: дизайнера інтерфейсу.
Головним завданням для Джона у групі стає створення коротких анімаційних роликів для демонстрації можливостей апаратного і програмного забезпечення над якими працювала вся команда Кетмелла. Першою з них, стає картина «Пригоди Андре і бджілки Воллі» (англ. «The Adventures of André and Wally B»). Автором ідеї і режисером був Елві Рей Сміт, художником-аніматором — Джон Лассетер. 1984 року на виставці «SIGGRAPH» цей фільм отримує нагороду.
1986 року графічну групу компанії Lucasfilm придбав Стів Джобс за $10 млн, створюється компанія «Pixar» Ltd., у якій 92 % акцій належало Стіву Джобсу, по 4 % отримували співзасновники Елві Рей Сміт і Ед Кетмелл. Джон Лассетер майже одразу знаходить спільну мову із Стівом, завдяки їх спільній любові до графічного дизайну.

## Історія іграшок
Для демонстрації можливостей нового комп'ютера компанії — ««Pixar Image Computer»» — Джон зосередився на створенні коротких анімаційних промо-роликів. Першим став фільм «Люксо-молодший», в якому Лассетер виступив як режисером, так і художником. На виставці «SIGGRAPH» фільм отримав титул «Найкращий фільм». Стів Джобс про цю подію згадував так: «Тільки у нашому фільмі було поєднано мистецтво з технологією». «Люксо-молодший» було номіновано того ж року ще й на «Оскар»; проте нагороду «Кіноакадемії» отримав наступний фільм Джона — «Олов'яна іграшка» як найкращий короткометражний анімаційний фільм. Це був перший фільм, створений за допомогою комп'ютерної анімації, що отримав цю високу нагороду.
Фактично і для самої компанії «Піксар» Джон Лассетер став основною статтею прибутків, оскільки як комп'ютер, так і програмне забезпечення продавалося досить кволо, Джобс увесь час намагався скоротити видатки на фінансування самої компанії, бо зазнавав великих збитків. Компанія Піксар погодилася на скорочення персоналу і видатків, проте коли Лассетер просив у Стіва фінансування на створення наступного фільму — то той повертав кошти для цього; цим, фактично, Лассетер і запобіг попередньо проведеним урізанням фінансів.
Після успіху «Олов'яної іграшки» Джона Лассетера знову запрошує до себе компанія «Дісней», проте Джон відмовляється перейти. «Я можу перейти в „Дісней“ і стати режисером — а можу залишитися і творити історію», — так сказав Лассетер Едові Кетмеллу.
Не зважаючи на відмову Джона, сама компанія «Дісней» вирішила почати співпрацювати з компанією «Піксар» і, фактично, із Лассетером: «Дисней» замовляє створити повнометражний анімаційний 3-D фільм «Історія іграшок».
1995 року очікуваний фільм нарешті вийшов на великий екран, Джон Лассетер виступив у ньому як співавтор сценарію, режисер і художник-аніматор.

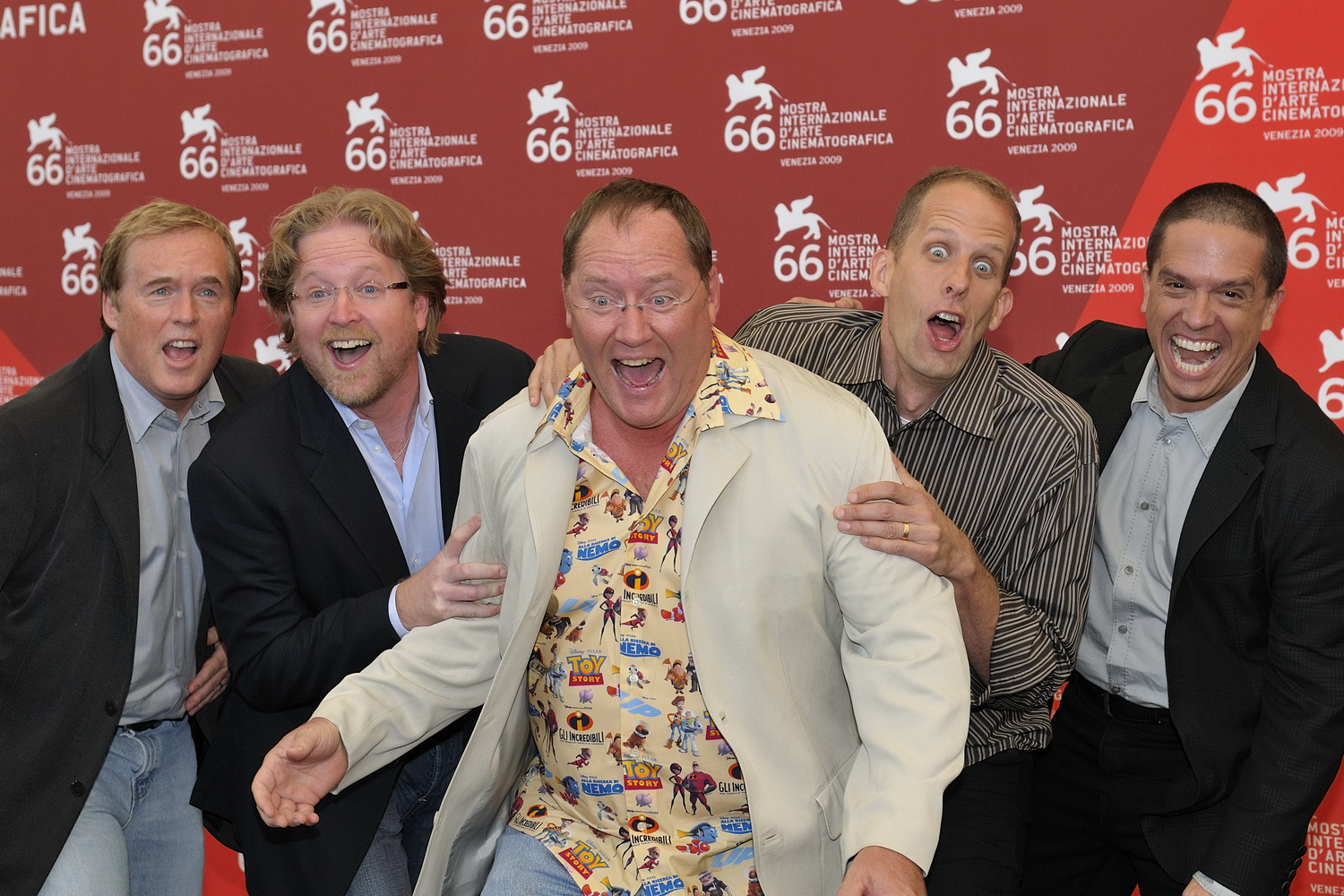
Джон Лассетер із командою студії Pixar на 66 фестивалі у Венеції

## Після «Історії іграшок»
Після успіху «Історії іграшок» яка отримала «Оскар», Джон Лассетер став творчим (креативним) директором студії і зняв такі картини Піксар: «Життя жуків» 1998 р., «Історія іграшок 2» 1999 р., «Тачки» 2006 р., «Тачки 2» 2011 р.
Під творчим керівництвом Лассетера фільми студії «Піксар» здобули ряд відзнак, наприклад: «Корпорація монстрів» 2001 р. отримала нагороду Оскар в номінації «Найкраща пісня», «У пошуках Немо» 2003 р. — «Оскар» «За найкращий анімаційний фільм».
Саме Джон запрошує до «Піксар» режисера Бреда Берда, що знімає фільм — Суперсімейка 2004 р., який отримує ще одного «Оскара».
Фільм 2006 року «Тачки», режисером якого став Лассетер, також було номіновано на цю високу нагороду.

## Лассетер: Піксар і Дісней

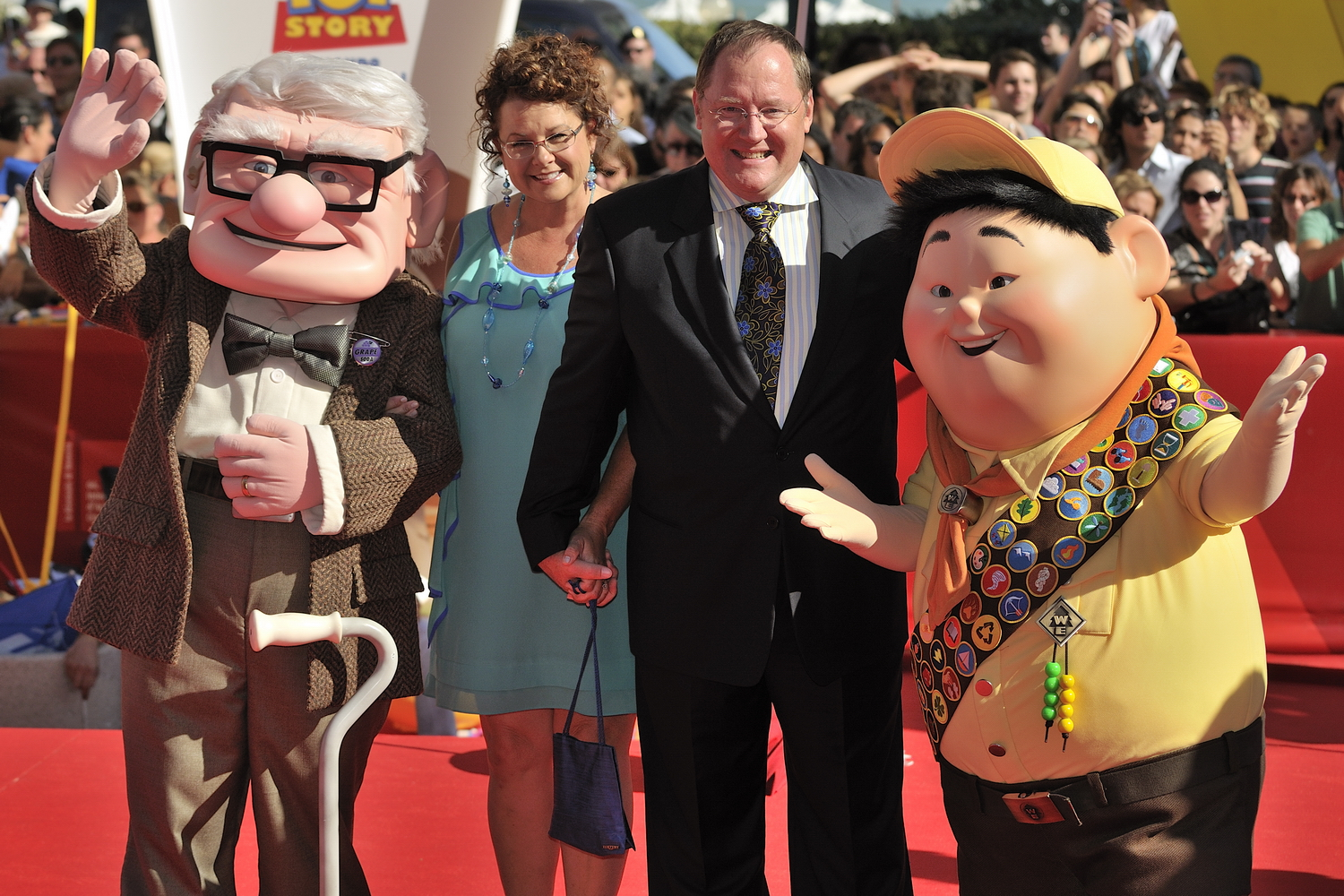
Джон та Ненсі Лассетери із персонажами фільму Вперед і вгору

Компанія Дісней придбала Pixar у квітні 2006 року, Джон Лассетер став креативним директором Pixar та Walt Disney Animation Studios. Він також зайняв посаду головного творчого консультанта «Imagineering Walt Disney», де він допомагає у дизайні атракціонів для тематичних парків Діснея. Джон підзвітний безпосередньо президенту компанії Дісней.
Лассетер є близьким другом і шанувальником японського аніматора Хаяо Міядзакі і є виконавчим продюсером фільмів Міядзакі в їх прокаті у Сполучених Штатах, а також відповідальним за їх дублювання англійською.
1 листопада 2011 року Джон Лассетер отримав персональну зірку за номером 2453 на Голлівудській Алеї Слави.

## Фільмографія
| Рік  | Назва                                              | Role                         | Внесок                                                                        |
| ---- | -------------------------------------------------- | ---------------------------- | ----------------------------------------------------------------------------- |
| 1981 | Лис і мисливський пес                              |                              | художник-аніматор                                                             |
| 1985 | Молодий Шерлок Холмс                               |                              | комп'ютерна анімація                                                          |
| 1987 | Відважний маленький тостер                         |                              | автор сценарію                                                                |
| 1991 | Красуня і чудовисько                               |                              | ексклюзивний продюсер: 3D сцен                                                |
| 1992 | Порко Россо                                        |                              | особливий творчий консультант американської версії фільму                     |
| 1995 | Історія іграшок                                    |                              | режисер, автор сценарію, моделювання об'єктів, анімація                       |
| 1998 | Життя комах                                        | Harry the Mosquito           | режисер, автор сценарію                                                       |
| 1999 | Історія іграшок 2                                  | Blue Rock 'Em Sock 'Em Robot | режисер, автор сценарію                                                       |
| 2000 | Баз Лайтер із зоряної команди: пригоди починаються |                              | створення персонажів                                                          |
| 2001 | Корпорація монстрів                                |                              | ексклюзивний продюсер                                                         |
| 2002 | Сен та Тіхіро в полоні у духів                     |                              | особливий творчий консультант американської версії фільму                     |
| 2003 | У пошуках Немо                                     |                              | ексклюзивний продюсер                                                         |
| 2004 | Суперсімейка                                       |                              | ексклюзивний продюсер                                                         |
| 2005 | Мандрівний замок Хаула                             |                              | особливий творчий консультант американської версії фільму                     |
| 2006 | Тачки                                              |                              | режисер/автор сценарію/                                                       |
| 2007 | Рататуй                                            |                              | ексклюзивний продюсер                                                         |
| 2007 | Зустрічайте Робінсонів                             |                              | ексклюзивний продюсер                                                         |
| 2008 | ВОЛЛ·І                                             |                              | ексклюзивний продюсер                                                         |
| 2008 | Феї                                                |                              | ексклюзивний продюсер                                                         |
| 2008 | Вольт                                              |                              | ексклюзивний продюсер                                                         |
| 2009 | Вперед і вгору                                     |                              | ексклюзивний продюсер, креативний директор команди                            |
| 2009 | Рибка Поньо на кручі                               |                              | особливий творчий консультант американської версії фільму, англомовний дубляж |
| 2009 | Феї: Загублений Скарб                              |                              | ексклюзивний продюсер                                                         |
| 2009 | Принцеса і Жаба                                    |                              | ексклюзивний продюсер                                                         |
| 2010 | Історія іграшок 3                                  |                              | автор сценарію, ексклюзивний продюсер, креативний директор команди            |
| 2010 | Феї: Фантастичний порятунок                        |                              | ексклюзивний продюсер                                                         |
| 2010 | Заплутана історія                                  |                              | ексклюзивний продюсер                                                         |
| 2010 | Сказання Земномор'я                                |                              | ексклюзивний продюсер в США                                                   |
| 2011 | Тачки 2                                            | Джон Лассетер                | режисер, автор сценарію                                                       |
| 2011 | Вінні Пух                                          |                              | ексклюзивний продюсер                                                         |
| 2011 | Маппети                                            |                              | творчий консультант                                                           |
| 2012 | Таємний Світ Аріетти                               |                              | ексклюзивний продюсер в США                                                   |
| 2012 | Феї: Таємниця зимового лісу                        |                              | продюсер                                                                      |
| 2012 | Відважна                                           |                              | ексклюзивний продюсер                                                         |
| 2012 | Ральф                                              |                              | ексклюзивний продюсер                                                         |
| 2013 | Літачки                                            |                              | продюсер                                                                      |
| 2013 | Університет монстрів                               |                              | ексклюзивний продюсер                                                         |
| 2013 | Крижане серце                                      |                              | ексклюзивний продюсер                                                         |
| 2022 | Удача                                              |                              | продюсер                                                                      |

### Короткометражки
| Рік  | Назва                                  | Внесок                                      |
| ---- | -------------------------------------- | ------------------------------------------- |
| 1983 | Різдвяна історія Міккі                 | художник                                    |
| 1984 | Пригоди Андре та бджілки Воллі         | художник, аніматор                          |
| 1986 | Люксо-молодший                         | автор, режисер, продюсер, художник-аніматор |
| 1987 | Мрії Реда                              | автор, режисер, художник-аніматор           |
| 1988 | Олов'яна іграшка                       | автор, режисер, художник-аніматор           |
| 1989 | Дрібничка                              | автор, режисер                              |
| 1997 | Гра Джері                              | ексклюзивний продюсер                       |
| 2000 | Про пташок                             | ексклюзивний продюсер                       |
| 2002 | Новий автомобіль Майка                 | ексклюзивний продюсер                       |
| 2003 | Баранець                               | ексклюзивний продюсер                       |
| 2005 | Атака Джек-Джека                       | ексклюзивний продюсер                       |
| 2006 | Людина-оркестр                         | ексклюзивний продюсер                       |
| 2006 | Сирник та північне світло              | автор сценарію, режисер                     |
| 2006 | Викрадення                             | ексклюзивний продюсер                       |
| 2007 | Як підключити домашній кінотеатр       | ексклюзивний продюсер                       |
| 2007 | Пацюки — Ваші друзі                    | ексклюзивний продюсер                       |
| 2008 | Престо                                 | ексклюзивний продюсер                       |
| 2008 | БАРН-І                                 | ексклюзивний продюсер                       |
| 2008 | Байки Сирника                          | режисер                                     |
| 2009 | Супер Ріно                             | ексклюзивний продюсер                       |
| 2009 | Мінлива хмарність                      | ексклюзивний продюсер                       |
| 2009 | Glago's Guest                          | ексклюзивний продюсер                       |
| 2009 | Особлива місія Дага                    | ексклюзивний продюсер                       |
| 2009 | Преп і Лендін                          | ексклюзивний продюсер                       |
| 2010 | День і Ніч                             | ексклюзивний продюсер                       |
| 2010 | Преп і Лендін: Операція секрет Санти   | ексклюзивний продюсер                       |
| 2011 | Преп і Лендін: Неслух проти слухняного | ексклюзивний продюсер                       |
| 2012 | Паперовий роман                        | ексклюзивний продюсер                       |

## Нагороди
Нагороди і номінації Джона Лассетера як режисера, так і креативного директора студії Піксар на премію Оскар
| Рік  | Нагорода | Номінація |
| ---- | --- | --- |
| 1987 | | Номінант на премію «Оскар»: Найкращий короткометражний анімаційний фільм «Люксо-молодший» («Luxo Jr.») |
| 1989 | «Оскар» Найкращий короткометражний анімаційний фільм — «Олов'яна іграшка» («Tin Toy») | |
| 1996 | Премія «Оскар»: за особливі досягнення «Історія іграшок» («Toy Story») | Номінант на премію «Оскар»: найкраща музика «Історія іграшок» («Toy Story») |
| 1998 | «Оскар» Найкращий короткометражний анімаційний фільм — «Гра Джері» («Geri's Game») | |
| 1999 | | Номінант на премію «Оскар»: найкраща музика «Життя жуків» («A Bug's Life») |
| 2002 | | Номінант на премію «Оскар»: Найкращий анімаційний фільм «Корпорація монстрів» («Monsters, Inc.») Номінант на премію «Оскар»: найкраща музика «Корпорація монстрів» («Monsters, Inc.») |
| 2003 | «Оскар» Найкращий анімаційний фільм Хаяо Міядзакі: «Сен і Тіхіро в полоні у духів» («Spirited Away»), у якому Джон виступив як особливий творчий консультант американської версії фільму | Номінант на премію «Оскар»: Найкращий короткометражний анімаційний фільм «Нова машина Майка» («Mike's New Car») |
| 2004 | «Оскар» Найкращий анімаційний фільм «У пошуках Немо» («Finding Nemo») | Номінант на премію «Оскар»: найкраща музика «У пошуках Немо» («Finding Nemo») Номінант на премію «Оскар»: найкращий короткометражний анімаційний фільм «Баранець» («Boundin») Номінант на премію «Оскар»: найкраще звукове оформлення «У пошуках Немо» («Finding Nemo»)                                                                                              |
| 2005 | «Оскар» Найкращий анімаційний фільм «Суперсімейка» («The Incredibles») | |
| 2007 | | Номінант на премію «Оскар»: найкращий анімаційний фільм «Тачки» («Cars») Номінант на премію «Оскар»: найкращий короткометражний анімаційний фільм «Викрадення» («Lifted») |
| 2008 | «Оскар» Найкращий анімаційний фільм «Рататуй» («Ratatouille») | Номінант на премію Оскар: найкраща музика «Рататуй» («Ratatouille») |
| 2009 | «Оскар» Найкращий анімаційний фільм «ВОЛЛ-І» (WALL-E) | Номінант на премію Оскар: найкраща музика «ВОЛЛ-І» (WALL-E) Номінант на премію Оскар: Найкращий короткометражний анімаційний фільм «Престо» (Presto) |
| 2010 | «Оскар» Найкращий анімаційний фільм «Вперед і вгору» («Up»); Найкраща музика «Вперед і вгору» («Up»)                                                                                     | Номінант на премію «Оскар»: найкращий фільм «Вперед і вгору» («Up») Номінант на премію «Оскар»: найкраще звукове оформлення «Вперед і вгору» («Up») Номінант на премію «Оскар»: найкращий сценарій «Вперед і вгору» («Up») |
| 2011 | «Оскар» Найкращий анімаційний фільм «Історія іграшок 3» («Toy Story 3») | Номінант на премію «Оскар»: найкращий фільм «Історія іграшок 3» («Toy Story 3») Номінант на премію «Оскар»: найкращий короткометражний анімаційний фільм «День і Ніч» («Day & Night») Номінант на премію «Оскар»: найкраще звукове оформлення «Історія іграшок 3» («Toy Story 3») Номінант на премію «Оскар»: найкращий сценарій «Історія іграшок 3» («Toy Story 3») |
| 2012 | | Номінант на премію «Оскар»: найкращий короткометражний анімаційний фільм ««Ла луна»» («La Luna») |

### Інтерв'ю
- https://web.archive.org/web/20140806092028/http://gum.ru/en/projects/demzal/news/id/133011/
- http://www.oscars.org/awards/academyawards/legacy/ceremony/68th.html [Архівовано 27 січня 2013 у Wayback Machine.]
- http://collider.com/john-lasseter-pixar-marvel-movie/172972/ [Архівовано 31 жовтня 2012 у Wayback Machine.]

### Книги
- СТІВ ДЖОБС Волтер Айзексон К. «Брайт Букс», 2012.-624с. ISBN 978-966-2665-02-4
- The Pixar Touch David A. Price Vintage Book NY.,2009. ISBN 978-0-307-27879-6
- iCon Steve Jobs: The Greatest Second Act in the History of Business Jeffrey S. Young, William L.Simon, Published John Wiley & Sons Inc.2005. ISBN 100-471-78784-1